# Jorge Durán
Jorge Durán (Santiago, 1942) é um roteirista e diretor. Nasceu no Chile e radicou-se no Brasil em 1973.

## Biografia
Roteirista dos filmes Lúcio Flávio, o Passageiro da Agonia (1977), Pixote, a Lei do Mais Fraco (1981)  e O Beijo da Mulher-Aranha (1984), os três dirigidos por Hector Babenco e Gaijin – Os Caminhos da Liberdade" (1979), de Tizuka Yamasaki. Chileno, nascido em 1942, radicado no Brasil desde 1973, começou fazendo teatro ainda no Chile em 1963, e em 1965 ingressou na Faculdade de Artes Cênicas da Universidade do Chile, formando-se como ator.
Em 1978, já estabelecido no Brasil, dirigiu o filme, O Escolhido de Iemanjá. Após dirigir seu primeiro filme de longa-metragem, A Cor do Seu Destino (1986), que recebeu o prêmio de melhor filme no Festival de Brasília. É co-roteirista de Nunca Fomos tão Felizes (1984) e Como Nascem os Anjos (1996), ambos de Murilo Salles, e de Jogo Subterrâneo (2004), de Roberto Gervitz. Fez também o roteiro de filmagens do documentário Extremo sul (2005), de Mônica Schmiedt e Sylvestre Campe, e o roteiro de Gaijin – Os Caminhos da Liberdade serviu de base para Gaijin - Ama-me como Sou (2005), de Tizuka Yamazaki.
O segundo filme que dirigiu, Proibido Proibir (Brasil, 2006, 105 min), recebeu mais de 20 prêmios nacionais e internacionais entre 2006 e 2007, com destaques para: Melhor Filme em Biarritz, Marseille e Viña del Mar, Melhor Roteiro Original em Huelva, Prêmio Especial do Júri em Havana, Melhor Filme Para o Público em Utrecht e Melhor Diretor em Valdivia. 
Não Se Pode Viver sem Amor (Brasil, 2010, 102 mins) é o terceiro filme de Jorge Durán e teve sua première internacional no Festival Internacional de Guadalajara, no México. Recebeu dois prêmios no 14º Cine-PE Festival do Audiovisual de Recife em 2010 e foi selecionado para os Festivais de Lima, Gramado e Montreal em agosto de 2010, Festival Internacional de Pusan em outubro de 2010 e para a Mostra Novocine 2010 na Espanha em novembro. O lançamento comercial de Não se Pode Viver sem Amor está sob a responsabilidade da Pandora Filmes, com data prevista para o primeiro semestre de 2011.
O próximo filme dirigido por Durán é uma história original que foi premiada no concurso de roteiros da Secretaria do Estado do Rio de Janeiro de 2009. Romance Policial é um thriller de longa-metragem de 90 minutos, a ser rodado em locações, na cidade do Rio de Janeiro e no Deserto do Atacama, norte do Chile.

## Filmografia
- 2012 - Romance Policial
- 2010 - Não Se Pode Viver Sem Amor[4]
- 2006 - Proibido Proibir
- 1986 - A Cor do Seu Destino
- 1980 - O Escolhido de Iemanjá